# Daniel Brailovsky
Daniel Alberto Brailovsky Poliak (Buenos Aires, 18 de novembro de 1958) é um ex-futebolista e treinador de futebol argentino-israelense que atuava como meia-atacante.
Judeu, seu nome em hebraico é אלברטו דניאל בריילובסקי‎.

## Carreira
Brailovsky (também grafado como Brailovski) iniciou a carreira em 1973, no Peñarol, profissionalizando-se 3 anos depois. Foi pelos Carboneros onde ele conquistou o primeiro de seus 4 títulos como jogador, o Campeonato Uruguaio de 1978, quando foi treinado por Roque Máspoli, goleiro da Seleção Uruguaia nas Copas de 1950 e 1954.
Em seu país natal, representou All Boys e Independiente, porém foi com o América do México onde El Ruso (como tornou-se conhecido) se destacou, conquistando 3 Campeonatos nacionais entre 1983 e 1985. Após o terremoto que abalou a Cidade do México em 1985, Brailovsky deixou o país sem notificar a direção do América, e por esse motivo foi punido com um ano de suspensão por quebra de contrato.
De volta ao futebol, jogou mais 2 temporadas pelo Maccabi Haifa antes de encerrar a carreira no clube israelense, quando tinha apenas 29 anos.
Iniciou a carreira de técnico em 1996, no Maccabi Kafr Kanna. Passou ainda por Maccabi Herzliya, Maccabi Haifa, Veracruz, América e Necaxa. Atualmente é comentarista esportivo na Fox Sports México.

## Carreira internacional
Um dos poucos atletas a representar 3 seleções em caráter oficial na história, Brailovsky atuou pela Seleção Uruguaia sub-20, pela Argentina (3 jogos) e por Israel (18 partidas e 3 gols marcados).

## Links
- Daniel Brailovsky em National-Football-Teams.com
- Jews In Sports